# András Révai
András Révai Endre Zsigmond (geboren 3. August 1903 in Budapest, Königreich Ungarn; gestorben 4. Juni 1973 in London; Pseudonym: Candidus) war ein ungarischer Schriftsteller und Politiker.

## Leben
András war Sohn des Ödön Révai, der gemeinsam mit seinem Bruder Mór János Révai den Verlag Gebrüder Révai betrieb.
András studierte Volkswirtschaft an der Universität Budapest, der Universität Leipzig sowie an der Universität München, an der 1925 seine Dissertation Die ausländischen Wechselkurse in Frankreich seit 1914 erschienen. Anschließend lebte er abwechselnd in Ungarn und Deutschland, bevor er sich 1935 gezwungen sah, nach Großbritannien zu emigrieren und sich in London anzusiedeln. Noch im selben Jahr gründete er dort die Pallas Gallery als deren Inhaber, eine Kunstgalerie für Drucke und Gemälde.
Von 1938 bis 1941 arbeitete er als Korrespondent der in deutscher Sprache verfassten ungarischen Tageszeitung Pester Lloyd.
Ab dem Beginn des Zweiten Weltkrieges war er gemeinsam mit Béla Iványi-Grünwald Herausgeber der englischsprachigen Hungarian News Survey sowie der für die in England lebenden Ungarn und in ihrer Landessprache verfassten Szabad Magyar Szemle.
Am 21. Mai 1941 veröffentlichten er und György Buday in der englischen Tageszeitung The Times einen Brief, in dem sie ihre Ablehnung der ungarischen Regierung erklärten sowie ihre Annahme, dass sich der Großteil aller Ungarn nicht mit ihrer Regierung identifizieren würde.
Ebenfalls 1941 gründete er in England die Association of Free Hungarians, der er ab 1943 als Präsident vorsaß.
Ab 1942 war er unter dem Pseudonym Candidus als politischer Kommentator in den gleichnamigen ungarischen Radiosendungen des BBC tätig.
Nach dem deutschen Einmarsch am 19. März 1944 schloss sich Révai der von Mihály Károlyi geführten „antifaschistischen Volksfront“ des Ungarischen Rates von England an; zugleich ein Versuch, alle „demokratischen“ Ungarn der Welt unter dieser Prämisse zu vereinen.
Nach Kriegsende wirkte er als inoffizieller Berater des ungarischen Außenministeriums unter János Gyöngyösi und unterstützte mit dokumentarischer Arbeit die ungarische Kommission zur Vorbereitung des Friedensvertrages. Nachdem er 1946 seine zuvor von der Regierung László Bárdossys entzogene ungarische Staatsbürgerschaft zurückerhalten hatte, besuchte er 1946 und 1947 Ungarn, um dann mit Artikeln in der Times die englische Öffentlichkeit über die „Dritte Ungarische Republik“ und deren Probleme zu informieren. Zudem versuchte er mit analytischen Artikeln in der Times und der World Today die alliierten Mächte auf die noch junge ungarische Demokratie aufmerksam zu machen.
Nach dem Beginn der Vertreibung der ungarischen Minderheit aus der Slowakei bat ihn der ungarische Außenminister János Gyöngyösi in einem Fernschreiben um Hilfe. Révai verfasste daraufhin unverzüglich einen Times-Artikel unter der Überschrift Die slowakisch-ungarische Grenze.
Als die „Dritte Republik“ mehr und mehr der „Salami-Taktik“ von Mátyás Rákosi zum Opfer fiel, stellte Révai seine offiziellen Kontakte zum ungarischen Staat ein. Ein ungarisches „Weißbuch“ titulierte Révai als „mit horthystischen Diplomaten in Verbindung stehende, feindliche Figur.“
Nach 1949 zog sich András Révai aus der Politik zurück und kümmerte sich um die Leitung seiner Pallas Gallery.
Erst durch die Ungarische Revolution 1956 wurde Révais wieder politisch aktiv. So formulierte er Interpellationen in ungarischer Sache an das britische Parlament. Auch beteiligte er sich an der Redaktion der Wochenzeitschrift Magyar Szó. Nach 1960 verfasste er letztmals in ungarischer Sprache in der Zeitschrift Új látóhatár einen kurzen Aufsatz anläßlich des 60. Geburtstages des Schriftstellers Gyula Illyés.
Seine letzten Jahre verbrachte András Révai im Ruhestand. Am 4. Juni 1973 nahm er sich wenige Wochen vor seinem 70. Geburtstag in Budapest das Leben. Er hinterließ eine wertvolle Sammlung von Werken, darunter auch zahlreiche Gemälde.

## Schriften (Auswahl)
Von Bedeutung sind insbesondere Révais Schriften über El Greco sowie seine Gespräche mit Graham Sutherland
- Die ausländischen Wechselkurse in Frankreich seit 1914, Dissertation an der Universität München, München 1925
- Andrew Révai (Hrsg.), Eric Newton (Einf.): Sutherland. Christ in Glory in the Tetramorph. The genesis of the great tapestry in Coventry Cathedral, mit zahlreichen Illustrationen, London: Pallas Gallery et al., 1964
- A túlsó partról, mit einem Porträt, posthum erschienen mit einem einleitenden Essay von Zoltán Szabó und einer biografischen Notiz von Loránd Czigány, London: Szepsi Csobor Kör 1975[2]
  - Buchbesprechung: Franz Attila Sándor: Révai, András: A túlsó partról [Vom jenseitigen Ufer]. London: Szepsi Csombor Kör 1975. 210 S., in: Ungarn-Jahrbuch 1977, S. 313–315; als PDF-Dokument über die ungarische Széchényi-Nationalbibliothek